# Titularerzbistum Carpathus
Carpathus  (ital.: Carpato) ist ein Titularerzbistum der römisch-katholischen Kirche. 
Es geht zurück auf ein früheres Bistum auf der zu den Dodekanes gehörenden Insel Karpathos in der südlichen Ägäis, die zur römischen Provinz Asia bzw. in der Spätantike Insulae gehörte. 
| Titularerzbischöfe von Carpathus |                                    |                                                                     |                   |                    |
| Nr.                              | Name                               | Amt                                                                 | von               | bis                |
| 1                                | José de Jesús Fernández y Barragán | Abt von Guadalupe (Mexiko)                                          | 11. November 1921 | 31. Oktober 1928   |
| 2                                | Giuseppe Lagumina                  | emeritierter Weihbischof in Palermo (Italien)                       | 15. Juli 1929     | 5. Mai 1931        |
| 3                                | Stanisław Gall                     | Weihbischof in Warschau Bischof der polnischen Streitkräfte (Polen) | 16. Februar 1933  | 11. September 1942 |
| 4                                | Franz Kamprath                     | Weihbischof in Wien (Österreich)                                    | 18. Mai 1944      | 8. April 1952      |
| 5                                | Nicolás Eugenio Navarro            | Weihbischof in Caracas (Venezuela)                                  | 23. April 1952    | 6. November 1960   |
| 6                                | Jean-Baptiste Urrutia MEP          | emeritierter Apostolischer Vikar von Huế (Vietnam)                  | 24. November 1960 | 15. Januar 1979    |